# Marialejandra Martín
Marialejandra Martín Castillo (sinh ngày 23 tháng 11 năm 1964 tại Caracas), AKA Mariale Martin, Alejandra Martin & Maria Alejandra Martin, là một trong những diễn viên người Venezuela được công nhận nhất. Marialejandra xuất hiện lần đầu chuyên nghiệp trong bộ phim điện ảnh Ifigenia (1986), đạo diễn Ivan Feo (1986) và từ đó đã làm việc nhiều trong lĩnh vực điện ảnh, sân khấu và truyền hình. Cô được biết đến với vai chính trong por Estas Calles (RCTV 1992-1994), một chương trình truyền hình cực kỳ nổi tiếng với cách tiếp cận rất thực tế với cuộc sống hàng ngày.

## Rạp hát
| Năm             | Chức vụ                                           | Nhà viết kịch                     | Vai trò                      | Đạo diễn                         | Rạp hát                                                                                   |
| --------------- | ------------------------------------------------- | --------------------------------- | ---------------------------- | -------------------------------- | ----------------------------------------------------------------------------------------- |
| 1986            | Thám tử Las Aventuras del Céleename Harry Dickson | Ricardo García                    | La tía                       | Sánchez                          | Sala Juan Sujo, Caracas                                                                   |
| 1994            | Phòng của Veronica                                | Bêlarut                           | Susan                        | Carlota Vivas                    | Teatro Los Riuces, Caracas                                                                |
|                 | Señor Bolero                                      | Marcán                            | Pasión                       | Marcán                           | Sân de San Bernardino Tour du lịch xà cừ, Venezuela                                       |
|                 | Re Y las Mujeres También                          | Verusto Verdial                   | Conchita                     | Verusto Verdial                  | Anna Julia Rojas, Ateneo, Caracas                                                         |
| 1995            | Thiên nga                                         | Elizabeth Egloff                  | Dora                         | Alberto Isola                    | Horacio Peterson, Ateneo, Caracas Teatro Larco, Lima                                      |
| 1996 / 97- 2000 | Pareja Perfecta                                   | Marcán                            | Pasión                       | Marcán                           | Sân de San Bernardino Tour du lịch Nacional, Câu lạc bộ hài kịch Venezuela / New York, NY |
| 1998            | Hồ sơ                                             | Jose Ignacio Cabrujas             | Elvirita                     | César Bolívar                    | Teatro Nacional, Caracas                                                                  |
| 2000            | Cúc                                               | Luigi Pirandello                  | Nada                         | Jim Fitzgerald                   | Galería Venezuela, NYC                                                                    |
| 2001            | Yêu của Labour                                    | William Shakespeare               |                              | Sánchez                          | Rajatabla, Ateneo de Venezuela                                                            |
| 2002            | Người giúp việc                                   | Jean Genet                        | Claire                       | Karl Hoffman                     | Aula Magna UCV, Caracas                                                                   |
| 2003            | Ngoài trị liệu                                    | Christopher Durang                | Thận trọng                   | Carlos Porte                     | Teatro Trasnocho, Caracas                                                                 |
| 2004-2005       | Chơi lại lần nữa, Sam                             | Woody Allen                       | Gia Hân                      | Michel Hausmann                  | Teatro Trasnocho, Caracas                                                                 |
| 2007            | Ladrona de Almas                                  | Pavel Kohout                      | Irena                        | Rodolfo Boyadjian                | Anna Julia Rojas, Ateneo, Caracas                                                         |
| 2007            | Cascanueces Flamenco                              | Marius Petipa / Iván Vsévolozhsky | Hada de las Nokers           | Juan Carlos Souki                | Teatro Santa Rosa de Lima, Venezuela                                                      |
| 2008            | Cita a Ciegas                                     | Mario Diament                     | La Psicóloga / La Mujer      | Daniel Uribe                     | Teatro Trasnocho, Caracas                                                                 |
| 2008/2010       | Suy đồi                                           | Steven Berkoff                    | Sybil, Helen                 | Orlando Arocha                   | Celarg Sala de Conciertos, Ateneo, Venezuela Corpbanca / Teatrex                          |
| 2009            | Cherry Cherry                                     | Anton Chekov                      | Liubov Andréievna Ranévskaya | Juan Carlos Souki                | Celarg, Venezuela                                                                         |
| 2009            | Cổng hoàng gia                                    | Juan Martínez de la Vega          | Nhãn                         | Juan Jose Martin                 | Teatro Luis Peraza, Caracas                                                               |
| 2012-2013       | Mientras te Olvido                                | Andrés Correa Guatarasma          | Ermenegilda                  | Flor Núñez                       | Khu vực sân khấu Công ty Coral Gables Nhà hát Pearl, NYC                                  |
| 2013            | Un Busto al Cuerpo                                | Ernesto Caballero                 | Cristina 1                   | Zodiac Romero                    | Nhà hát Trail, Coral Gables El Nuevo Teatro, Doral. FL                                    |
| 2014            | Casa en Orden                                     | Ana Teresa Sosa                   | María                        | Osvaldo Strongoli                | Trung tâm Koubek Đại học Miami Dade                                                       |
| 2014            | Chiếc giường                                      | Matt Moses                        |                              | Orlando Arocha & Elvis Chaveinte | La Caja de Fósforos, Caracas                                                              |
| 2015            | Relatos Borrachos                                 | Enrique Salas                     | La                           | Jose Manuel Suárez               | Couplé đô thị, Caracas                                                                    |
| 2018            | Con người                                         | Stephen Karam                     | Deirdre Blake                | Ricardo Nortier                  | La Caja de Fósforos, Caracas                                                              |
| 2018            | Ma                                                | Henrik Ibsen                      | Helena Alving                | Isaac P. De Fidel                | Biệt thự Planchart, Caracas                                                               |

## Đóng phim
| Năm  | Tựa đề                        | Vai trò              | Đạo diễn               |
| ---- | ----------------------------- | -------------------- | ---------------------- |
| 1986 | Giảm cân                      | Maria Eugenia Alonso | Iván Feo               |
| 1990 | Entre Golpes y Boleros        | Magaly Blanco        | John Dickinson         |
| 2001 | Em Busca da Ilha Desconhecida | Tự                   | Davi Khamis            |
| 2002 | Ánh sáng ban đêm              | Mẹ của Charlie       | Eric Escobar           |
| 2002 | Tosca, la Verdadera Historia  | Floria Tosca         | Iván Feo               |
| 2007 | Chủ tịch El Señor             | Masacuata            | Rómulo Guardia         |
| 2008 | Perros Corazones              | Eva                  | Carmen La Roche        |
| 2011 | Patas Arriba                  | Anita                | Alejandro Wiedemann    |
| 2013 | Nena, Saludame al Diego       | Nhãn                 | Andrea Herrera Catalá  |
| 2013 | Esclavo de Dios               | Rozemblat            | Joel Novoa             |
| 2015 | Travesía                      | Amapola              | Jesús Rondón           |
| 2016 | Sólo para tus ojos            | Ella                 | Carlos Porte           |
| 2018 | Lịch sử pequeñas              | Antonieta            | Rafael Marziano Tinoco |

## Truyền hình
| Năm       | Tựa đề                   | Vai trò                              | Ghi chú     |
| --------- | ------------------------ | ------------------------------------ | ----------- |
| 1987      | Roberta                  |                                      |             |
| 1987-1988 | Señora                   | Irina Perdomo Méndez                 |             |
| 1989      | Amanda Sabater           | Isilla Padilla                       |             |
| 1990-1991 | Querida                  | Nàng tiên cá                         |             |
| 1992-1994 | Cuộc gọi por estas       | Euridice Briceño / Bến du thuyền Eva | [ 1 ]       |
| 1996      | Los amores de Anita Peña | Anita Peña                           |             |
| 1997      | Liên minh                | Marcía                               |             |
| 2002      | Juana la virgen          | Ana María Pérez                      |             |
| 2003-2004 | Cosita rica              | Lara Santana                         |             |
| 2005      | Soñar no Cuesta Nada     | Olivia Rosas de Hernández            |             |
| 2006      | Por todo lo alto         | Divina Alegría                       |             |
| 2007      | Aunque mal paguen        | Tha                                  |             |
| 2008      | La Trepadora             | Adelaida Salcedo de Guanipa          |             |
| 2009      | Libres como el viento    | Rafaela Marcano                      |             |
| 2014      | Demente hình sự          | Helena González                      |             |
| 2015      | Escándalos               | Isabel Calderón de Leroux            |             |
| 2016      | Entre tu amor y mi amor  | Columbiaa Buendía de Morales         | [ 2 ] [ 3 ] |

## Phim truyền hình
- La Raya de Cal (Renato Gutierrez, đạo diễn RCTV, Caracas, 1990)
- El Dueño (Carlos Porte, đạo diễn RCTV, Caracas, 1991)
- La Elegida (Carlos Porte, đạo diễn RCTV, Caracas)

## Radio
- Algo Más (Máy chủ, RQ910 FM, Caracas)
- Radionigsas cho El Universo del Espectáculo của Alberto Cimino (Fiesta106 FM, Rumbos 670AM & 97.7FM)

## Đào tạo
- Viện kịch Lee Giorgberg, New York. Người hướng dẫn: George Loros, Lâu đài Robert, Pennie DuPont, Jeffrey Horne, Geofrey Fergusson, Ilka Lomonaco, Jan Douglas y Michael Margotta.
- Cao hơn del Diễn viên, Caracas. Người hướng dẫn: Enrique Porte, Santiago Sánchez, María Teresa Haiek.
- Acto Actoral 80, Caracas. Người hướng dẫn: Juan Carlos Gené, Verónica Oddó, Felicia Canetti y Alberto Isola.